# Myrmothera subcanescens
El tororoí del Tapajós (Myrmothera subcanescens), es una especie de ave paseriforme de la familia Grallariidae perteneciente al género Myrmothera. Fue recientemente —en 2018— separada del tororoí campanero (Myrmothera campanisona) de quien era considerada una subespecie. Es endémica de Brasil, en el sur de la cuenca del Amazonas.

## Distribución y hábitat
Se distribuye en la Amazonia brasileña, al sur del río Amazonas, desde la margen oriental del río Madeira hasta el alto río Xingu, en el oeste de Pará, sureste de Amazonas, noroeste de Mato Grosso y  norte de Rondônia.
El hábitat natural de la especie son los densos enmarañados del sotobosque y de los bordes de selvas húmedas de la Amazonia, por debajo de los 1000 m de altitud.

## Sistemática

### Descripción original
La especie M. subcanescens fue descrita por primera vez por el ornitólogo estadounidense Walter Edmond Clyde Todd en 1927 bajo el nombre científico Myrmothera campanisona subcanescens; la localidad tipo es «Colonia do Mojuy, cerca de Santarém, margen derecha del bajo río Tapajós».

### Etimología
El nombre genérico femenino «Myrmothera» se compone de las palabras del griego «murmos» que significa ‘hormiga’, y «thēras» que significa ‘cazador’; y el nombre de la especie, «subcanescens» se compone de las palabras del latín «sub» que significa ‘por debajo’, y «canescens» que significa ‘grisáceo’.

### Taxonomía
La presente especie era considerada conespecífica con la ampliamente diseminada M. campanisona. Autores ya sugerían que posiblemente se tratase de una especie separada debido a la vocalización diferente de las otras subespecies y a pesar de las diferencias de plumaje estar muy pobremente definidas. En 2018, Carneiro y colaboradores condujeron un análisis filogenético de los tororoíes de tierras bajas (Hylopezus y Myrmothera), donde se obtuvieron una cantidad interesante de resultados afectando la nomenclatura de estos dos géneros. Entre ellos, se demostró la parafilia del complejo Myrmothera campanisona y se justificó la separación de la entonces subespecie M. campanisona subcanescens. La separación fue aprobada por el Comité de Clasificación de Sudamérica (SACC) en la Propuesta N° 785.
Es monotípica.